# Conochilus hippocrepis
Conochilus hippocrepis ist eine Art der Gattung Conochilus aus dem Stamm der Rädertierchen (Rotatoria).

## Beschreibung
Die Tiere werden 500 bis 800 µm lang, wobei der Fuß ca. drei Fünftel ihrer Gesamtlänge ausmacht. Sie bilden freischwimmende, kugelförmige Kolonien mit 1000 bis 1600 µm Durchmesser und 60 bis 100 Individuen. Ihr Räderorgan ist hufeisenförmig, darin befindet sich eine Fangkrone. Auf dieser befinden sich zwei Bauchtaster vor der Munderhebung.

## Verbreitung
Conochilus hippocrepis lebt in sauberen Seen und Teichen im Gürtel zwischen Uferzone und freiem Wasser.